# Sexualkundeunterricht

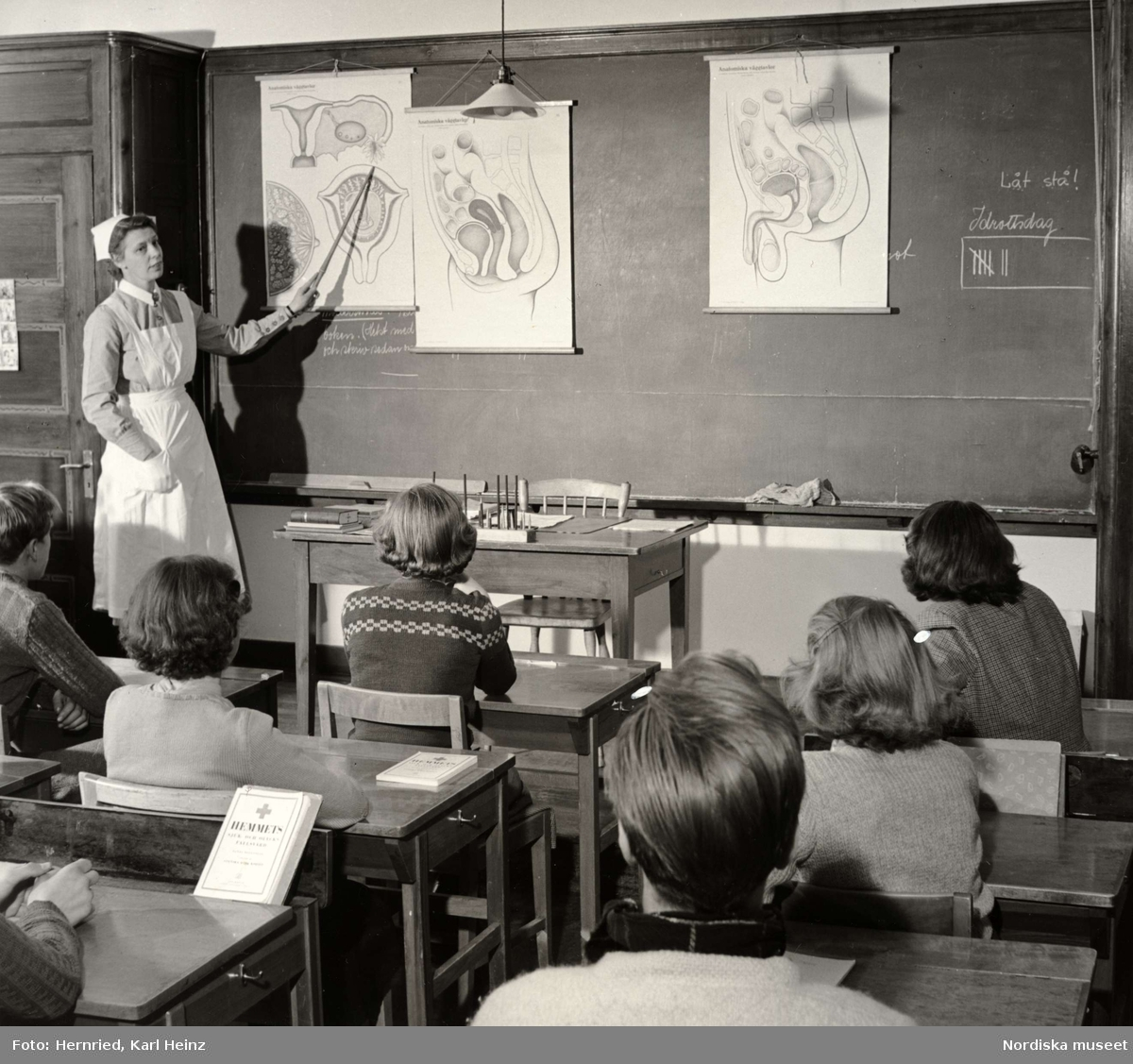
Sexualkundeunterricht in einer schwedischen Schule, ca. 1955

Der Sexualkundeunterricht, in Österreich Aufklärungsunterricht, ist die schulische Auseinandersetzung mit Sexualität. Sie wird meist im Rahmen des Biologieunterrichts oder Projektunterrichts zur sexuellen Aufklärung gelehrt und gehört zu den Hauptanliegen der Sexualpädagogik.

## Lehrinhalte und Geschichte
Im Sexualkundeunterricht werden den Schülern Informationen über biologische Grundlagen (Anatomie der Geschlechtsorgane, Wissen über den Geschlechtsverkehr) und die gesellschaftliche Rolle der Sexualität (den Themenkomplex Pubertät, Partnerfindung und Sexualethik) dargeboten. Speziell auf Jugendliche zugeschnitten werden die Möglichkeiten der Empfängnisverhütung erläutert, Wissen über Geschlechtskrankheiten und den Schutz dagegen vermittelt, und die Problematik von sexueller Gewalt, Missbrauch und Belästigung erörtert.
In den 1980er Jahren kam mit der AIDS-Prävention das Gebiet der sexuellen Infektionen in den Fokus der Öffentlichkeit und schlug sich auch in den Lehrplänen nieder.

## Sexualkundeunterricht im Fächerkanon

### Deutschland
In der DDR gehörte die Sexualkunde seit 1947 unter dem Titel „Fortpflanzung“ als Teil des Biologieunterrichts zum Lehrplan.
1968 legte die Kultusministerkonferenz der Bundesrepublik erstmals „Empfehlungen zur Sexualerziehung an Schulen“ vor. Am 10. Juni 1969 wurde das Schulbuch Sexualkunde-Atlas als bundeseinheitliches Unterrichtsmittel für das neue Fach „Sexualkunde“ vorgestellt. Es entstand auf Veranlassung des Bundesgesundheitsministeriums unter Ministerin Käte Strobel und wurde kontrovers aufgenommen. Während die evangelische Kirche die liberalere Sexualkundeerziehung befürwortet, übten katholische und konservative Kreise heftige Kritik am staatlichen Aufklärungsbestreben. Ab dem 1. Juli 1969 lag der Sexualkunde-Atlas in den Buchhandlungen zum Erwerb fürs neue Schuljahr.
Verstöße wegen Fernbleibens von Schulkindern vom Schulunterricht werden in Deutschland mit Geldstrafen gegenüber den Eltern und bei wiederholten Verstößen mit Gefängnisstrafen von einigen Wochen belegt. Immer wieder geschieht es, dass Eltern versuchen, ihre Kinder von der Teilnahme am schulischen Sexualkundeunterricht „aus religiösen Gründen“ befreien zu lassen. Am 19. Januar 2004 erging hierzu von Seiten des Hamburger Verwaltungsgerichts ein vielbeachtetes Urteil, mit dem ein Antrag zur Befreiung zweier muslimischer Schülerinnen vom Sexualkundeunterricht abgewiesen wurde: „Nach Ansicht der Richter verletzt die Teilnahmepflicht an Aufklärungsstunden im Biologieunterricht weder die Religionsfreiheit der Mädchen noch das Erziehungsrecht ihrer Eltern, wie das Gericht mitteilte. Bei einer reinen Wissensvermittlung werde die weltanschauliche Neutralität gewahrt, argumentierte das Gericht. Zudem habe der Staat ein berechtigtes Interesse, der Entwicklung von ‚Parallelgesellschaften‘ entgegenzuwirken. Eine Befreiung von der Sexualkunde aus weltanschaulichen Gründen würde aber nach Ansicht der Richter das ‚Gefühl einer Andersartigkeit‘ gerade fördern.“
Neben dem deutschen Bundesverfassungsgericht und anderen Verfassungsgerichten verschiedener europäischer Nationalstaaten urteilte im September 2011 auch der Europäische Gerichtshof für Menschenrechte, dass Schulkinder dem staatlichen Sexualkundeunterricht nicht aus religiösen Gründen fernbleiben dürfen.

### Österreich
Die Sexualerziehung im Schulunterricht wurde in Österreich schon mit dem Grundsatzerlass Sexualerziehung in den Schulen vom 24. November 1970 (Rundschreiben Nr. 193/1970) verankert und mit Rundschreiben Nr. 216/1990 vom 23. Oktober 1990 bekräftigt. Die Willensbekundung zum Aufklärungsunterricht beruft sich auf den § 2 Aufgabe der österreichischen Schule des Schulorganisationsgesetzes (SchOG), der die „Bildungs- und Erziehungsziele, mit denen die Entwicklung der Anlagen der Jugend, ihre Kenntnisse und Fertigkeiten im Interesse der Gesamterziehung und der Persönlichkeitsentwicklung entsprechend gefördert werden können“, als Unterrichtsgegenstand fordert. Ausdrücklich formuliert wurde aber, dass „Sexualerziehung die primäre Aufgabe der Eltern/Erziehungsberechtigten [ist]“, und der Unterricht nur „in steter Zusammenarbeit mit dem Elternhaus diese Bildungs- und Erziehungsarbeit durch Vermittlung entsprechender Wissensinhalte und Verhaltensweisen umfassend […] ergänzen“ kann. Daher erfolgt die Planung der schulischen Sexualpädagogik in enger Zusammenarbeit der Schulgemeinschaft (Lehrkörper, Eltern, Schülervertreter, § 62–64 SchUG) unter beratender Beiziehung des Schularztes (§ 66 Abs. 3 SchUG).

### Luxemburg
Im Großherzogtum Luxemburg kam die Sexualerziehung erstmals im Schuljahr 1970/71 offiziell im Programm des Biologieunterrichts der Gymnasien vor, damals ab der Sexta (8. Klasse), etwas später ab der Septima (7. Klasse). Inzwischen hat sie sich verallgemeinert, sowohl im Sekundarunterricht als auch in der Grundschule.

### Belgien
In Belgien wurde 2023 ein umstrittenes Programm mit dem Akronym Evras («Éducation à la vie relationnelle, affective et sexuelle», übersetzt: Erziehung zum Beziehungs-, Gefühls- und Sexualleben) für alle französischsprachigen Schulen verpflichtend eingeführt. Bis dato durften die Schulen in den frankofonen Regionen Belgiens, anders als im niederländischsprachigen Norden Belgiens, selbst darüber entscheiden, ob sie den Stoff zum Pflichtprogramm machten.
Katholische Aktivisten und konservative Muslime behaupten eine „Hypersexualisierung“ ihrer Kinder und protestieren gegen Evras. Unbekannte legten Mitte September 2023 an mehreren Schulen Feuer.

### Kroatien
Im Mai 2013 verbot das höchste Gericht in Kroatien auf Druck der katholischen Kirche den Sexualkundeunterricht in den Schulen. Dieses Verbot erfolgte rund zwei Monate vor dem Beitritt Kroatiens in die EU.

### Polen
In Polen gibt es Stand März 2019 keinen Sexualkundeunterricht.

## Materialien
Die deutsche Bundeszentrale für gesundheitliche Aufklärung (BZgA) und nichtstaatliche Organisationen wie die deutsche Pro Familia oder die Österreichische Gesellschaft für Familienplanung verfügen über etliche Materialien zur Sexualkunde. Zum Teil werden diese kostenlos an Multiplikatoren verteilt, online stehen Plattformen wie Loveline der BZgA zur Verfügung.
Evaluiert wurde der österreichische Aufklärungsunterricht im Projekt Love Talks, das ab 1985 am Österreichischen Institut für Familienforschung (Universität Wien) erarbeitet wurde, und heute auch in Deutschland, Italien und der Tschechischen Republik aktiv ist.